# 藤原長実
藤原 長実（ふじわら の ながざね）は、平安時代末期の公家・歌人。藤原北家末茂流、修理大夫・藤原顕季の長男。官位は正三位・権中納言、贈正一位・左大臣。八条を号した。

## 経歴
白河朝末の応徳2年（1085年）従五位下に叙爵し、応徳3年（1086年）美濃権守に任官。同年白河天皇が譲位して院政を開始すると、長実は父の顕季とともに院近臣として仕え、翌応徳4年（1087年）左兵衛佐、寛治2年（1088年）従五位上、寛治4年（1090年）正五位下、寛治7年（1093年）従四位下、寛治8年（1094年）従四位上、嘉保2年（1095年）正四位下と、順調に昇進する。また、30年以上の長きに亘って、因幡国・尾張国・伊予国・播磨国といった諸国の受領も歴任した。この間の天仁元年（1108年）から約6年ほど長実の邸宅（大炊御門万里小路第）が白河院御所として使われている。
保安3年（1122年）従三位に叙せられて公卿に列すとともに、顕季から修理大夫の官職を譲られる。保安4年（1123年）顕季が没して以降の白河法皇の晩年では長実は最も身近な側近であった。
大治4年（1129年）4月に斎院・統子内親王の禊の前駆を務めた労により参議に任ぜられ、議政官となる。本来この前駆を務めるべきであった、参議の源師頼・藤原宗輔が俄に喪に服すことになり、蔵人頭の藤原忠宗・源雅兼も服忌中であったことから、偶然長実が務めたものであったという。同年7月に白河法皇が崩御すると、その葬儀に深く関与し、さらにその後1年間に亘って仏事を修した。次代の鳥羽上皇にも信任されて、同院別当に補されたほか、同年11月に正三位に昇叙され、翌大治5年（1130年）に権中納言に至る。
長承2年（1133年）正月に兼大宰権帥を兼ねるが、同年8月19日に薨去。享年59。死後、娘の藤原得子（美福門院）が鳥羽上皇の寵愛を得て躰仁親王を産み、永治元年（1141年）躰仁親王が即位（近衛天皇）したことから、長実は天皇の外祖父として正一位左大臣を追贈されている。

## 人物
- 政治手腕についての周囲の評価は低く、権中納言就任にあたっては藤原伊通が抗議の意味で致仕するという事件が発生、また長承2年（1133年）に長実が没した際には、中御門宗忠から「無才の人、納言に昇るはいまだかつてあらず」と酷評されている（『中右記』）。
- 長実の娘である得子（美福門院）が鳥羽上皇の寵愛を受けるのは長実が病没した翌年の長承3年（1134年）の春以降とされており、生前の長実は鳥羽上皇による院近臣の入れ替え（亡くなった白河法皇側近の排除）の影響を受けて不遇であった。しかも、得子が上皇の寵愛を受けたことにより、正妃であった藤原璋子（待賢門院）の怒りを買って長実の子供たちは処分を受けた。その後、得子は父の邸宅である八条殿を自分のものにすると共に、天皇の母になった後も長兄・顕盛の遺児である俊盛などを登用しているが白河法皇の側近であった自分の兄弟（長実の息子）を登用する事はなかった[3]。
- 父・顕季や弟・顕輔らと同様に和歌に対する造詣は深く、自邸八条亭でたびたび歌会を開催すると共に、鳥羽殿北面歌合・右近衛中将雅定歌合に出詠するなど、数多くの自作を遺した。『金葉和歌集』（15首）以降の勅撰和歌集に19首が入集している[4]。

## 官歴
注記のないものは『公卿補任』による。
- 応徳2年（1085年） 12月29日：従五位下（実季卿去承保4行幸陽明門院別当賞譲之）
- 応徳3年（1086年） 2月3日：美濃権守
- 応徳4年（1087年） 4月5日：左兵衛佐
- 寛治2年（1088年） 正月5日：従五位上（佐労）
- 寛治4年（1090年） 4月20日：正五位下（行幸鳥羽院、判官代）
- 寛治5年（1091年） 正月28日：兼因幡守（院分）
- 寛治7年（1093年） 正月5日：従四位下（佐労）。7月28日：昇殿
- 寛治8年（1094年） 正月7日：従四位上（院御給）。2月25日：兼中務権大輔
- 嘉保2年（1095年） 8月8日：正四位下（行幸閑院、院司賞）
- 承徳2年（1098年） 7月：辞守
- 承徳3年（1099年） 正月22日：兼尾張守
- 康和5年（1103年） 8月17日：聴東宮昇殿（東宮・宗仁親王）
- 長治2年（1105年） 6月18日：伊予守（止昇殿大輔）
- 嘉承2年（1107年） 7月19日：聴新帝昇殿（坊時殿上）
- 嘉承3年（1108年） 7月28日：播磨守
- 永久3年（1115年） 3月29日：伊予守
- 永久5年（1117年） 日付不詳：中宮政所別当[要出典]
- 永久6年（1118年） 4月3日：兼内蔵頭
- 保安3年（1122年） 12月21日：従三位、修理大夫（父卿譲之）
- 保安4年（1123年） 9月6日：服解（父、依実季卿養子顕季子歟）。12月20日：兼大宰大弐
- 大治2年（1127年） 正月19日：止大夫（譲男顕盛）
- 大治3年（1128年） 正月24日：辞大弐（得替）
- 大治4年（1129年） 4月5日：参議（依初斎院御禊前駈也）。11月7日：正三位[5]
- 大治5年（1130年） 10月5日：権中納言
- 長承2年（1133年） 正月29日：兼大宰権帥。8月19日：薨去

## 系譜
- 父：藤原顕季
- 母：藤原経平の次女[2]
- 妻：源方子（源俊房の女）
  - 女子：藤原得子（1117-1160）（美福門院、鳥羽天皇皇后、近衛天皇国母）
- 妻：僧文賛の女（郁芳門院女房）
  - 男子：藤原顕経
  - 男子：藤原顕盛（1100-1134）
  - 男子：藤原長輔（1104-1156）
- 生母不詳の子女
  - 男子：藤原時通
  - 男子：藤原長盛
  - 長子：藤原長親
  - 女子：藤原宗能室
  - 女子：藤原長子